# HD 4113
HD 4113 — звезда в созвездии Скульптора на расстоянии около 144 световых лет от Солнца. Вокруг звезды обращается, как минимум, одна планета.

## Характеристики
HD 4113 принадлежит к классу жёлтых карликов — звёздам  главной последовательности. По своим параметрам она напоминает Солнце. Её масса равна 99 % солнечной, а температура поверхности составляет около 5688 кельвинов. Возраст звезды оценивается в 4,8-8,0 миллиардов лет.

## Планетная система
В 2007 году командой астрономов, работающих в рамках программы по поиску планет с помощью спектрографа CORALIE, было объявлено об открытии планеты HD 4113 b в системе. Она представляет собой газовый гигант с массой, равной 1,56 массы Юпитера. Планета обращается на расстоянии 1,28 а.е. по сильно вытянутой эллиптической орбите, совершая полный оборот за 526 суток. Открытие было совершено методом Доплера.